# Tom Mison
Thomas James "Tom" Mison (født 23. juli 1982) er en engelsk film, tv- og teater skuespiller og forfatter. 
Han er bedst kendt for sin nuværende hovedrolle som Ichabod Crane i tv-serien Sleepy Hollow. 